# 戀愛世代
《戀愛世紀》（ラブ ジェネレーション，Love Generation）是一部日本電視劇，1997年10月13日至12月22日於富士電視台播出，共11集，由木村拓哉及松隆子主演。平均收視為30.8％。此劇在台灣2001年3月於台灣緯來日本台首播，之後陸續於JET日本台與TVBS歡樂台及八大戲劇台重播；在香港則在2000年在香港有線電視播出。並於2001年6月2日於香港無綫電視以粵語配音首播。

## 劇情簡介
片桐哲平在廣告代理公司的企劃部任職。在他人生中「最倒楣的一天」遇上一個被男友趕下車的女子，便邀她上賓館，沒想到反被她擺了一道。第二天他自認倒楣去上班，卻因為太過自我中心，被上司調到營業課去，赫然發現前一晚的那個女子——上杉理子，原來是他的同事。
哲平在適應新環境和新工作的同時，跟理子成為了一對鬥氣冤家。但是哲平唸書時的女友水原早苗卻又在他面前出現，更成了哲平的哥哥莊一郎的現任女友。哲平對早苗還有愛意，理子也明白這點，卻仍然情不自禁的愛上了他…

## 主要角色
| 角色                 | 演員       | 粵語配音 | 粵語配音 | 粵語配音 | 介紹 |
| 角色                 | 演員       | TVB      | 有線     | Now      | 介紹 |
| 片桐哲平〈25〉       | 木村拓哉   | 蘇強文   | 羅偉傑   | 陳健豪   | 靜岡縣出身。本來從事廣告設計，性格我行我素、玩世不恭，不顧旁人想法，遭到降職，到榮光廣告公司營業部當業務員。起初十分不甘心，不願迎合辦公室的工作文化。經歷了事業及感情上的磨練，處事開始成熟起來。和高中同學水原早苗曾經交往過。雖然哲平生性風流，卻對她念念不忘。不擅面對愛情。一開始很討厭上杉理子，卻被她的不認輸性格所影響。 |
| 上杉理子〈22〉       | 松隆子     | 陸惠玲   | 黃鳳兒   |          | 長野縣出身。榮光廣告公司營業部的OL。曾經任職空中小姐。專長是魔術及高爾夫球，廚藝極度糟糕。外表上喜歡胡鬧，專門破壞別人的好事，其實對感情相當認真。一旦有喜歡的人，會不顧一切取悅對方，卻不自覺的會傷害到自己。她喜歡哲平，但沒有信心愛他，深知哲平對水原早苗未能忘情。                                                           |
| 片桐莊一郎〈28〉     | 內野聖陽   | 招世亮   | 譚漢華   | 梁皓翔   | 靜岡縣出身。哲平的兄長。任職檢察官，無論人品和職業都深受期待及仰慕的菁英。早年曾經為了前途，拋棄了受到家族醜聞困擾的女友白石奈美。性格穩重，一直信任哲平和早苗。但白石的出現，使他努力建立的優越感和自信逐漸崩潰，開始懷疑早苗與哲平之間存有私情。                                                                               |
| 水原早苗〈25〉       | 純名里沙   | 沈小蘭   |          | 石梓晴   | 靜岡縣出身。從事傳譯工作，是哲平的初戀情人。對哲平暱稱為「小哲」。後來和哲平的兄長莊一郎交往，已到達談婚論嫁的階段。因為莊一郎出軌，加上自己心裡也有對哲平的感情，使早苗與莊一郎的感情出現裂痕。早苗亦感到自己愛的可能不是莊一郎，而是哲平。                                                                                     |
| 高木惠理香〈25〉     | 藤原紀香   | 黃麗芳   |          | 莊巧兒   | 理子的好朋友，職業是空中小姐。外表艷麗豪放，內心渴望能夠找到好歸宿。對哲平有好感，但她知道理子喜歡哲平後，甘願放手，鼓勵理子勇敢去愛。 |
| 黑崎武士〈44〉       | 平田滿     | 陳欣     | 羅偉亮   | 譚漢華   | 榮光廣告公司營業部部長。哲平調職處的上司。綽號是「鬼軍曹」，經常給哲平許多關於人生的建議及開示。 |
| 白石奈美             | 森口瑤子   | 曾秀清   |          | 鄭家蕙   | 片桐莊一郎的舊情人。生母曾經因出手打傷丈夫而被捕，年輕的莊一郎為了自清而拋棄了她。婚後的她並不快樂，重遇莊一郎的白石看見莊一郎擺出一副事不關己的態度，心有不甘。雖然她有意稍微破壞莊一郎的名譽，心裡仍然愛著莊一郎，但是她早知彼此緣份已盡，決定離開並重過新生活。                                                               |
| 吉本民夫             | 川端龍太   | 陳卓智   |          | 蔡威賢   | 哲平的朋友，對理子有好感。 |
| 佐佐木大作           | 井筒森介   |          |          | 鄭家蕙   | 理子、惠理香的朋友。 |
| 上杉謙一             | 井川比佐志 | 黃子敬   |          | 羅偉亮   | 理子的父親（第7集客串）。 |
| 上杉綠               | 吹石一惠   |          |          | 鄭家蕙   | 理子的妹妹（第9~10集客串）。 |
| 小笠原是清           | 椎名桔平   | 潘文柏   |          | 蔡威賢   | 小笠原興產董事（第4集客串）。 |
| 理子前男友的現任女友 | 佐藤珠緒   |          |          | 莊巧兒   | （第4集客串）。 |
| 片桐哲平的同學       | 藤木直人   |          |          | 郭浩勤   | （第7集客串）。 |

- 其他演員：堀真樹、長嶺尚子、丸山浩之、淺見貴子、三枝慎、王建軍、野村信次、大原香織、品川徹、生瀬勝久（第7集客串）、高橋克實（第10集客串、完結篇及特別篇客串）
- 完結篇及特別篇客串演員：五十嵐泉、奈月寬子、鈴木美惠、黑谷友香

## 象徵物品和景點

### 水晶蘋果
哲平所住的公寓有很多特色的物品，例如泰國的雕像、有三十年歷史不再生產的舊款冰箱……還有一個水晶蘋果。水晶蘋果代表著男女之間的愛情，就像是讓亞當與夏娃結緣的禁果一樣。水晶是易碎品，而且透過水晶蘋果顯示出來的景像是倒轉的。在最終回的結尾，水晶蘋果顯示的景像卻不再倒轉了，象徵哲平和理子的戀情終於開花結果。這個蘋果在劇集播出後成為了熱門的訂情信物，也有在原聲大碟的封套上出現。

### True love never runs smooth廣告看板
這個廣告看板在片中重覆亮相，出現的地方包括公園以至哲平的冰箱。模特兒手中拿著水晶蘋果，上面寫著True love never runs smooth（真愛的路途永遠顛簸），正好反映哲平和理子兩人從初次見面到糾纏在三角關係之間的矛盾和掙扎，這句話可以視作本劇的非官方副標題。

### 彩虹橋／台場

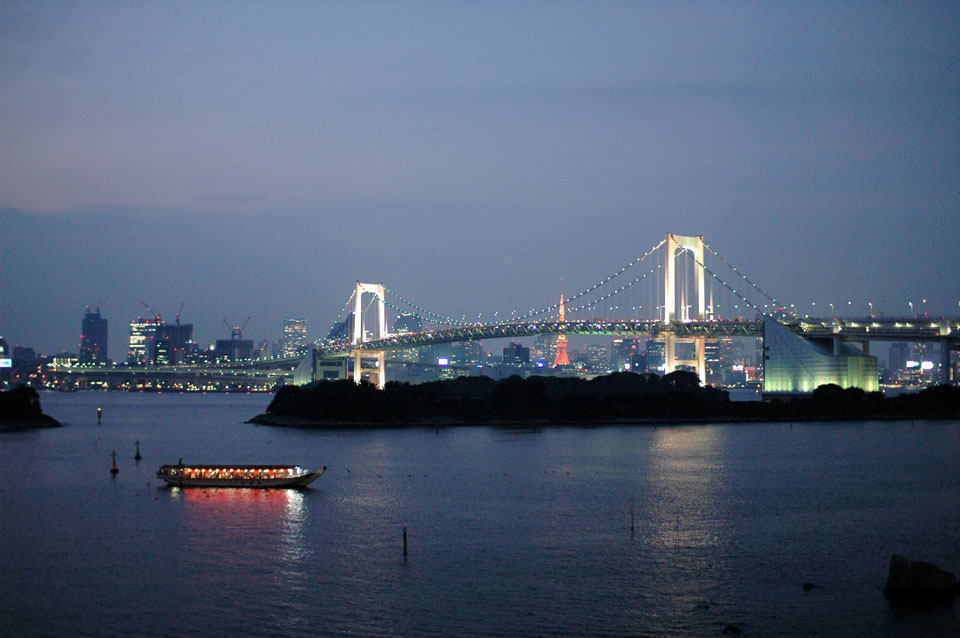
橫跨東京灣，執台場進出樞紐的彩虹大橋。

在第一話中，哲平和理子就是沿著彩虹橋的行人通道，從芝浦的哲平家走到台場的沙灘，兩人就在那裡找理子遺失的戒指，一直到天亮。第十話理子回長野家鄉前，兩人也再到台場一行。彩虹橋也因這些場面成為了日本愛情劇的重要地標。

## 製作團隊
- 編劇：淺野妙子、尾崎將也
- 音樂：CAGNET
- 選曲、音響效果：大貫悦男
- 攝影技術 ：川田正幸
- 技術製作：石井勝浩
- 技術指導：礒崎守隆
- 美術製作：梅田正則
- 設計：山本修身
- 執行製作：山崎康生
- 製作主任：北田宏和
- 製作人：小岩井宏悦
- 副製作人：伊藤達哉、關卓也
- 導演：永山耕三、二宮浩行、木村達昭
- 副導演：佐佐木詳太、小林和宏

## 收視率
| 集數                                                        | 播放日期       | 日文副標題 | 中文副標題                   | 編劇     | 導演     | 收視率 | 備註                         |
| 第1集                                                       | 1997年10月13日 |            | 新的自己，遇上命中注定的戀愛 | 淺野妙子 | 永山耕三 | 31.3%  | 加長版，播出時間21:03－22:09 |
| 第2集                                                       | 1997年10月20日 |            | 戀愛降臨的一瞬間             | 淺野妙子 | 永山耕三 | 30.1%  |                              |
| 第3集                                                       | 1997年10月27日 |            | 淚和雨沾濕的禮物             | 淺野妙子 | 木村達昭 | 29.0%  |                              |
| 第4集                                                       | 1997年11月3日  |            | 沒有愛的一夜                 | 淺野妙子 | 木村達昭 | 30.8%  |                              |
| 第5集                                                       | 1997年11月10日 |            | 接吻，接吻，接吻             | 尾崎將也 | 永山耕三 | 28.6%  |                              |
| 第6集                                                       | 1997年11月17日 |            | 愛的混浴露天風呂             | 淺野妙子 | 永山耕三 | 30.8%  |                              |
| 第7集                                                       | 1997年11月24日 |            | 幸福來臨以後的事             | 淺野妙子 | 二宮浩行 | 30.3%  |                              |
| 第8集                                                       | 1997年12月1日  |            | 突然刺破愛的碎片             | 淺野妙子 | 木村達昭 | 29.4%  |                              |
| 第9集                                                       | 1997年12月8日  |            | 分別                         | 淺野妙子 | 永山耕三 | 32.5%  |                              |
| 第10集                                                      | 1997年12月15日 |            | 東京的最後約會               | 淺野妙子 | 木村達昭 | 32.3%  |                              |
| 大結局                                                      | 1997年12月22日 |            | 為愛而生                     | 淺野妙子 | 永山耕三 | 32.1%  | 加長版，播出時間21:03－22:24 |
| 平均收視率30.6%（收視率由Video Research於日本關東地區調查） |                |            |                              |          |          |        |                              |

特別篇
| 集數   | 播放日期     | 日文副標題 | 中文副標題                   | 編劇               | 導演                         | 收視率 | 備註 |
| 特別篇 | 1998年4月6日 |            | 新的自己，遇上命中注定的戀愛 | 淺野妙子、尾崎將也 | 永山耕三、二宮浩行、木村達昭 | 25.2％ |      |

## 得獎紀錄
- 第15回日劇學院賞 最佳男主角：木村拓哉
- 第15回日劇學院賞 最佳導演：永山耕三、木村達昭、二宮浩行

## 外部連結
- 緯來日本台官方網站 （页面存档备份，存于）
- 互联网电影数据库（IMDb）上《戀愛世代》的资料（英文）

## 作品的變遷
| 富士電視台 週一9時                | 富士電視台 週一9時                   | 富士電視台 週一9時 |
| --------------------------------- | ------------------------------------ | ------------------ |
|                                   | 戀愛世紀 （1997.10.13 - 1997.12.22） |                    |
| 海灘男孩 （1997.7.7 - 1997.9.22） | Days （1998.1.12 - 1998.3.23)        |                    |

| 臺灣 JET日本台 超人氣偶像劇 週一至週五晚間十點 | 臺灣 JET日本台 超人氣偶像劇 週一至週五晚間十點 | 臺灣 JET日本台 超人氣偶像劇 週一至週五晚間十點 |
| ---------------------------------------------- | ---------------------------------------------- | ---------------------------------------------- |
|                                                | 戀愛世代 （2009.8.21 - 2009.9.4）              |                                                |
| 風之花園 （2009.8.6 - 2009.8.20）              | Good Luck!! （2009.9.7 - 2009.9.18）           |                                                |

| 香港 Now香港台 愛的經典 星期日 21:30-22:30 1月19日 21:30-22:45 | 香港 Now香港台 愛的經典 星期日 21:30-22:30 1月19日 21:30-22:45 | 香港 Now香港台 愛的經典 星期日 21:30-22:30 1月19日 21:30-22:45 |
| -------------------------------------------------------------- | -------------------------------------------------------------- | -------------------------------------------------------------- |
|                                                                | （2014.01.19 - 2014.03.30）                                    |                                                                |
| 新設劇集時段                                                   | （2014.04.06 - 2014.06.15）                                    |                                                                |

| 臺灣 緯來日本台 週一至週五 22:00-23:00 | 臺灣 緯來日本台 週一至週五 22:00-23:00    | 臺灣 緯來日本台 週一至週五 22:00-23:00 |
| -------------------------------------- | ----------------------------------------- | -------------------------------------- |
|                                        | 戀愛世代（重播） （2015.9.4 - 2015.9.18） |                                        |
| 宮本武藏 （2015.8.28 - 2015.9.3）      | HERO 1+SP+2 （2015.9.21 - 2015.10.26）    |                                        |

|below=2017年5月1日起黄金剧场更名为东方剧场，2018年8月7日起周播剧场更名为精品剧场
}}